# 126e brigade de défense côtière de la Garde
Pour les articles homonymes, voir 126e brigade et 126e division.
La 126e brigade de défense côtière de la Garde (en russe : 126-я гвардейская бригада береговой обороны), de son nom complet la 126e brigade indépendante de défense côtière de la Garde Gorlovskaïa des ordres du Drapeau rouge en double et de Souvorov (en russe : 126-я отдельная гвардейская Горловская дважды Краснознамённая, ордена Суворова бригада береговой обороны ; en abrégé : 126 обрбо), est une formation des troupes côtières de la marine russe, portant le numéro d'unité militaire 12676. La brigade porte le titre Gorlovskaïa (« de Gorlovka ») en référence à l'offensive du Donbass en août 1943 ; elle reçoit le titre honorifique « de la Garde » après avoir subi de lourdes pertes en tentant sans succès de s'emparer de Voznessensk dans le sud de l'Ukraine lors de l'invasion russe de l'Ukraine.
La brigade fait partie du 22e corps d'armée, qui dépend de la flotte russe de la mer Noire. Sa garnison est située à Perevalne, dans la raïon de Simferopol, en Crimée occupée par la Russie depuis 2014.

## Histoire

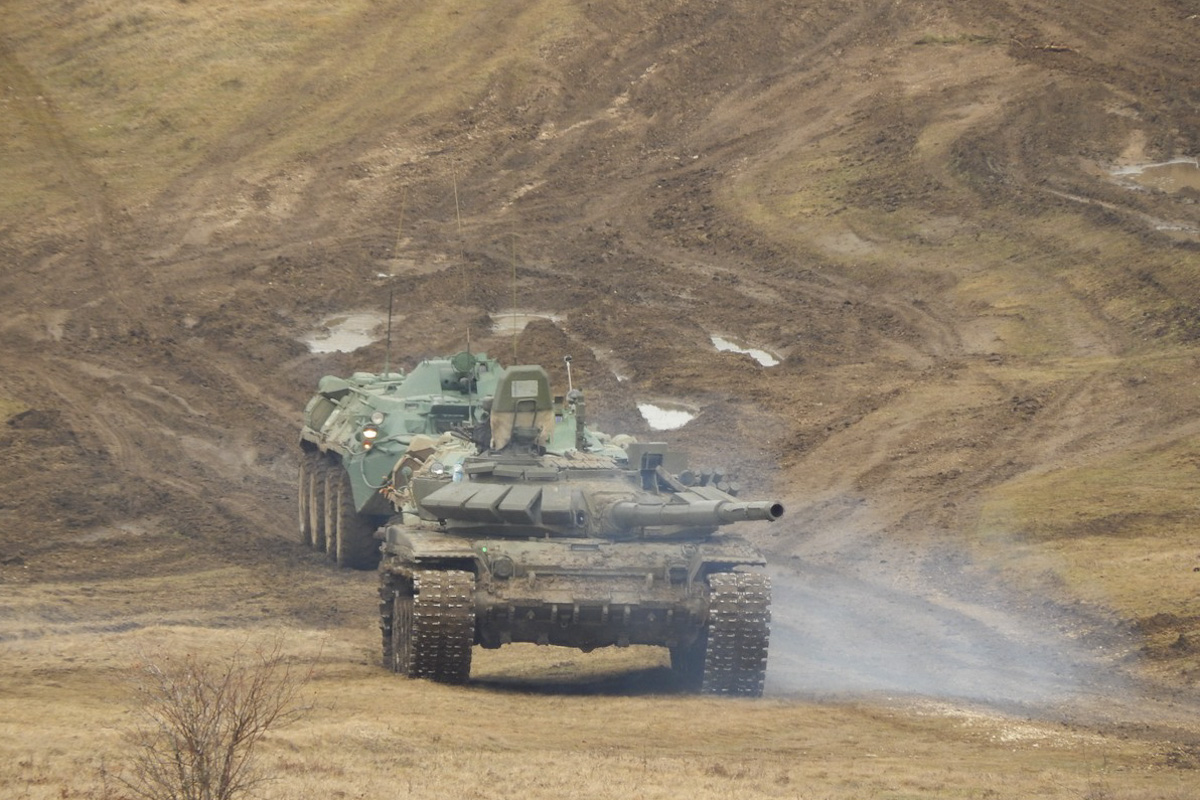
Véhicules blindés de la 126e brigade de défense côtière lors d'un exercice tactique dans l'un des champs d'entraînement en Crimée.

La brigade a hérité des récompenses, de la gloire militaire et des titres de la 126e division de fusiliers (2e formation) qui a pris part à la Seconde Guerre mondiale. Celle-ci est formée le 1er septembre 1941, à Mouchnaïa, dans le kraï du Primorié (probablement) en tant que division de fusiliers « Vorochilov » de la 25e armée du front d'Extrême-Orient. Probablement en janvier 1942, elle est rebaptisée 126e division de fusiliers (2e formation). Depuis février 1942, l'unité fait partie du 39e corps de fusiliers, toujours dans la même armée. Le 11 juillet 1942, la division est transférée à l'ouest, et fait partie de « l'armée opérationnelle » (sur le front de combat) du 28 juillet 1942 au 19 mai 1944 et du 8 juillet 1944 au 9 mai 1945. L'unité participe aux batailles de Stalingrad, de Melitopol et à la prise de la péninsule de Crimée en 1944. En Crimée, elle combat au sein du 54e corps de fusiliers de la 2e armée de la garde (4e front ukrainien). Elle fait partie de la 43e armée du 2e front biélorusse lorsque la guerre s'achève en mai 1945.
Elle devient une division de fusiliers motorisés en 1957. En mars 1967, en raison du départ du quartier général du 45e corps d'armée, la 126e division de fusiliers motorisés (unité militaire 19756) est transférée dans le 32e corps d'armée du district militaire d'Odessa.
Le 1er décembre 1989, la division est transférée dans la flotte de la mer Noire de la Bannière rouge et transformée en 283e division de défense côtière de Gorlovka, ordre de Souvorov, double ordre du drapeau rouge. Le transfert dans la marine s'accompagne d'une augmentation de l'armement de la division. Le 3 janvier 1990, le numéro 126 de la division est rétabli, avant sa dissolution en 1996.
En 2003, sur la base des unités du 32e corps d'armée devenu ukrainien, la 36e brigade de défense côtière de la marine ukrainienne, unité militaire A2320, est formée. Leurs casernes en Crimée sont alors encerclées pendant plusieurs semaines par des soldats masqués des forces spéciales russes lors de l'annexion de la Crimée par la fédération de Russie début 2014. Le 21 mars 2014, les militaires fidèles à leur serment d'Ukraine sont autorisés à quitter la Crimée pour l'Ukraine inoccupée et le reste des militaires ont la possibilité de démissionner ou de renoncer à leur serment envers l'Ukraine et de prêter un nouveau serment à la fédération de Russie. Selon le colonel S. I. Storozhenko, le commandant de la brigade, sur 1 200 militaires, 199 sont partis, 300 ont démissionné et les autres ont prêté allégeance à la fédération de Russie. Par la suite, la brigade et son commandant rejoignent les forces armées russes en tant que brigade de défense côtière distincte de la flotte de la mer Noire. Le 1er décembre 2014, la 126e brigade de défense côtière est formée sur la base de cette formation.

### Guerre russo-ukrainienne

#### Bataille de Voznessensk
Le 2 mars 2022, des unités de la brigade, dans le cadre de l'offensive du sud de l'Ukraine lors de l'invasion russe, avancent vers la ville de Voznessensk depuis Mykolaïv, tentant de trouver un passage au-dessus du Boug méridional. La colonne est composée de 400 hommes et 43 véhicules,.
L'unité échoue à localiser une traversée du fleuve en raison des préparatifs du maire de la ville et de la population civile, qui ont créé de nombreux barrages routiers, détruit un pont sur la rivière Mertvovod et creusé le rivage de la rivière afin que les véhicules russes ne puissent pas la traverser.
La défense de la ville est principalement assurée par la 80e brigade d'assaut aérien ukrainienne ainsi que par les milices civiles locales, les forces de défense territoriales et les forces d'opérations spéciales. Les parachutistes ukrainiens ont maintenu l'artillerie de l'unité inefficace et la 126e brigade fut contrainte de se retirer de la ville après avoir subi de lourdes pertes. En une journée, la brigade compte 100 tués, 10 capturés et 30 des 43 véhicules blindés de l'unité sont détruits ou abandonnés, les forces ukrainiennes parvenant à en récupérer 15 en état de marche.
Une deuxième tentative de prise de la ville entre le 9 et le 13 mars se soldera également par une défaite pour l'unité.
Le 28 mars 2022, plus de trois semaines après la défaite de la brigade lors de la bataille de Voznessensk, celle-ci obtient le titre honorifique « de la Garde », sans changement dans sa désignation numérique. Ce titre est décerné aux unités qui ont fait preuve « d'héroïsme et de courage de masse lors d'opérations de combat ».

#### Seconde bataille de Kherson
Après le début de la libération ukrainienne de Kherson en septembre 2022, des rapports de Telegram apparaissent indiquant les lourdes pertes subies par la brigade. Plus précisément, le 5 octobre 2022, des messages citent : « la 126e n'est plus... les restes de la brigade sont attachés à notre subordination opérationnelle [76 GAAD] ».

Le 15 octobre 2022, l'Institut pour l'étude de la guerre écrit dans son évaluation quotidienne de la campagne offensive russe : 

« Une vidéo publiée sur les réseaux sociaux le 13 octobre montre des militaires de la 126e brigade de défense côtière de la flotte de la mer Noire dans un lieu non précisé de l'oblast de Kherson, se plaignant d'avoir combattu dans la région depuis le début de la guerre sans pause ni rotation de troupes. Les militaires se disent « écrasés » par les forces ukrainiennes et soulignent qu'ils disposent que d'un seul véhicule blindé de transport de troupes pour 80 personnes, restreignant considérablement leur maniabilité. Après la diffusion de la vidéo, une chaîne Telegram affiliée au groupe Wagner annonce le 14 octobre que la direction du groupe a décidé de leur transférer quatre véhicules tout terrain pour soutenir leurs efforts afin de tenir la ligne de front dans l'oblast de Kherson. »

#### Campagne du Dniepr
Depuis au moins novembre 2022, la 126e brigade est stationnée sur l'île Potemkine, théâtre d'escarmouches continues dans le cadre de la campagne du Dniepr de 2022-2023. L'île change plusieurs fois de mains depuis la libération de Kherson. Initialement, elle est libérée par les forces ukrainiennes le 7 décembre, avant d'être réoccupée par les forces russes deux jours plus tard,,,. Depuis le 2 janvier 2023, l'île est contestée par les forces ukrainiennes et russes qui maintiennent toutes deux une présence sur la zone,. La 126e brigade affirme avoir repoussé un assaut le 7 mars, tandis que les forces ukrainiennes revendiquent avoir tué 13 soldats russes et détruit 6 véhicules blindés et un char lors d'une frappe aérienne le 16 avril,.